# Mazinghien
Mazinghien is een gemeente in het Franse Noorderdepartement (regio Hauts-de-France) en telt 302 inwoners (1999). De plaats maakt deel uit van het arrondissement Cambrai.

## Geografie
De oppervlakte van Mazinghien bedraagt 8,9 km², de bevolkingsdichtheid is 33,9 inwoners per km².
De onderstaande kaart toont de ligging van Mazinghien met de belangrijkste infrastructuur en aangrenzende gemeenten.

## Demografie
Onderstaande figuur toont het verloop van het inwonertal (bron: INSEE-tellingen).